# Reggie Upshaw
Reginald Eugene "Reggie" Upshaw Jr. (Chattanooga, Tennessee, 7 de abril de 1995) es un jugador de baloncesto estadounidense. Con 2,01 metros de estatura, juega en la posición de alero en las filas del Mitteldeutscher BC Weißenfels de la Basketball Bundesliga.

## Trayectoria deportiva
Formado en la universidad de Middle Tennessee. 
Tras no ser drafteado en 2017, jugaría la liga de verano de la NBA con Milwaukee Bucks.
En verano de 2017, firma con el Tigers Tübingen, para debutar como profesional en la Basketball Bundesliga, para disputar la temporada 2017-18.
El 14 de agosto de 2021, firma por el BC Budivelnyk de la Superliga de baloncesto de Ucrania.
El 7 de enero de 2022, firma por el Mitteldeutscher BC Weißenfels de la Basketball Bundesliga.